# Hogna transvaalica
Hogna transvaalica là một loài nhện trong họ Lycosidae.
Loài này thuộc chi Hogna. Hogna transvaalica được Eugène Simon miêu tả năm 1898.